# Équipe cycliste Liquigas

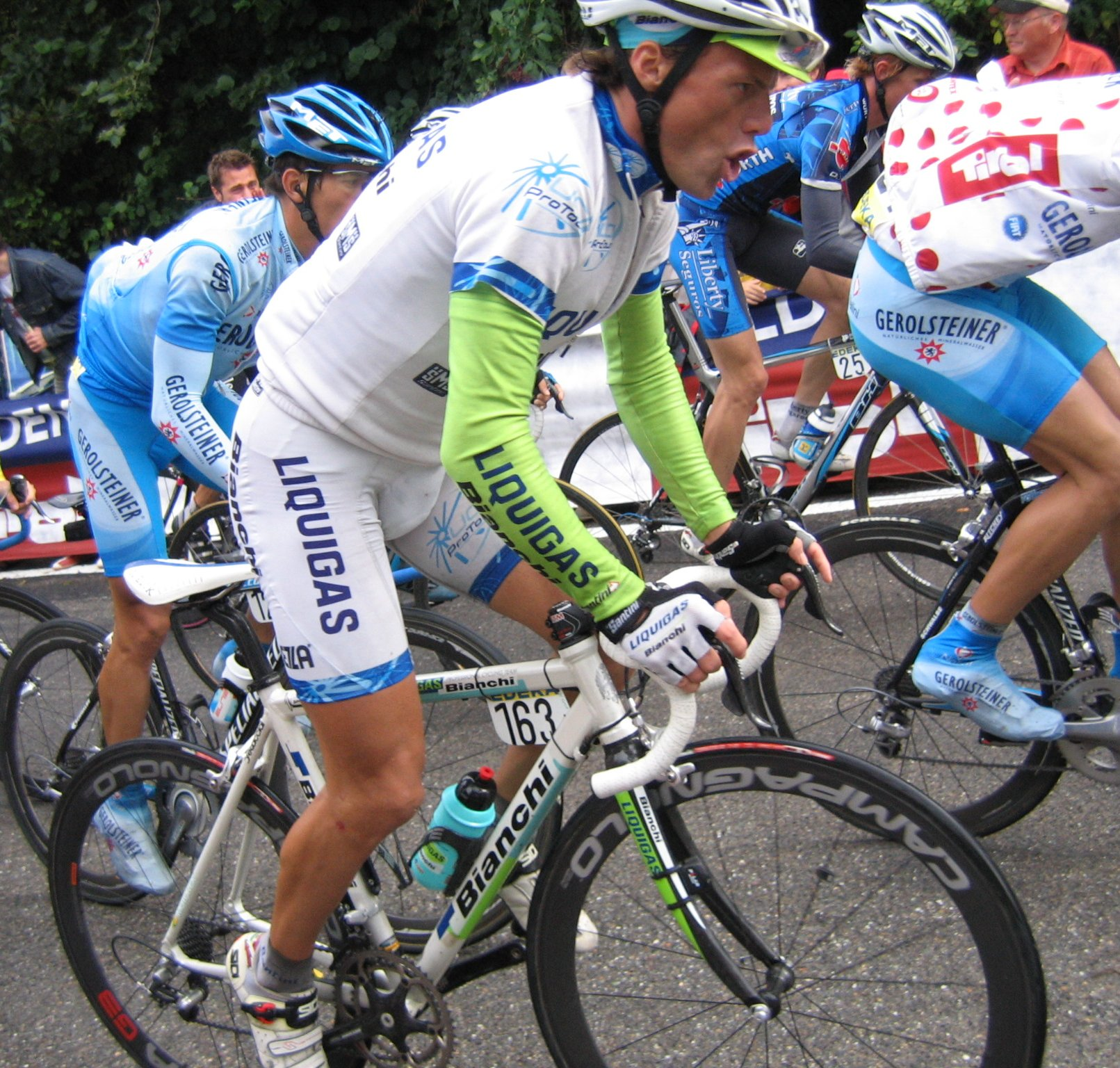
Danilo Di Luca, vêtu du maillot blanc de leader du ProTour, au Tour d'Allemagne 2005

L'équipe cycliste Liquigas est une équipe italienne de cyclisme professionnel sur route participant au ProTour. Elle a été créée en 2005 et est dirigée par Roberto Amadio. Lors de ses deux dernières saisons, elle change de nom pour s'appeler Cannondale, du nom de son nouveau sponsor principal : Cannondale Bicycle Corporation, un fabricant de cycles.
L'équipe comprend notamment en 2012 Ivan Basso, vainqueur du Tour d'Italie 2010, et Peter Sagan, maillot vert du Tour de France 2012 et du Tour de France 2013. Auparavant, elle a eu pour leader de 2005 à 2007 Danilo Di Luca. Celui-ci a notamment remporté le ProTour 2005, grâce à ses succès à l'Amstel Gold Race, à la Flèche wallonne et au Tour du Pays basque, ainsi que Liège-Bastogne-Liège et le Tour d'Italie en 2007. Vincenzo Nibali, présent dans l'équipe de 2006 à 2012, a notamment remporté le Tour d'Espagne 2010. Liquigas a également compté dans ses rangs Filippo Pozzato (2007-2008), leader notamment sur les classiques flandriennes mais qui n'a pas gagné de course majeure, ainsi que Roman Kreuziger, lauréat du Tour de Suisse 2008 et du Tour de Romandie 2009. À partir de la saison 2015, l'équipe a fusionné avec Garmin-Sharp pour devenir Cannondale-Garmin.
Cette équipe ne doit pas être confondue avec les formations Liquigas-Pata, disparue en 2001 et Cannondale (qui a pris la suite de l'équipe Liquigas).

## Sponsors et financement de l'équipe
De sa création en 2005 à 2012, l'équipe est la propriété de la société Liquigas Sport. Liquigas Italy en est le principal sponsor. Le fabricant de cycles Bianchi est co-sponsor en 2005. Par conséquent, l'équipe se nomme Liquigas-Bianchi cette année-là. Liquigas est ensuite le seul sponsor éponyme de 2006 à 2009. En 2010, Doimo est co-sponsor. Le fabricant de cycles Cannondale Bicycle Corporation lui succède en 2011 et 2012. L'équipe s'appelle alors Liquigas-Cannondale.
En 2012, la société néerlandaise SHV Holdings, propriétaire de Liquigas, annonce son intention de mettre fin à son engagement dans le cyclisme en fin d'année. Paolo Zani, ancien président de Liquigas crée alors la société Brixia Sport, qui rachète Liquigas Sport. Zani détient 60 % des parts de Brixia Sport. Les 40 % restants sont la propriété de Cannondale. En 2013, ce dernier devient le principal sponsor de l'équipe et lui donne son nom. Bien que Cannondale ait son siège dans le Connecticut et soit la propriété de la société canadienne Dorel,,, l'équipe reste enregistrée auprès de l'UCI comme équipe italienne.
En 2005 et 2006, l'équipe est équipée par Bianchi. Depuis 2007, son fournisseur est Cannondale.

Logos de l'équipe
Liquigas-Doimo
Liquigas
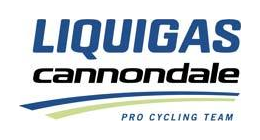
Liquigas-Cannondale
Cannondale

## Encadrement de l'équipe

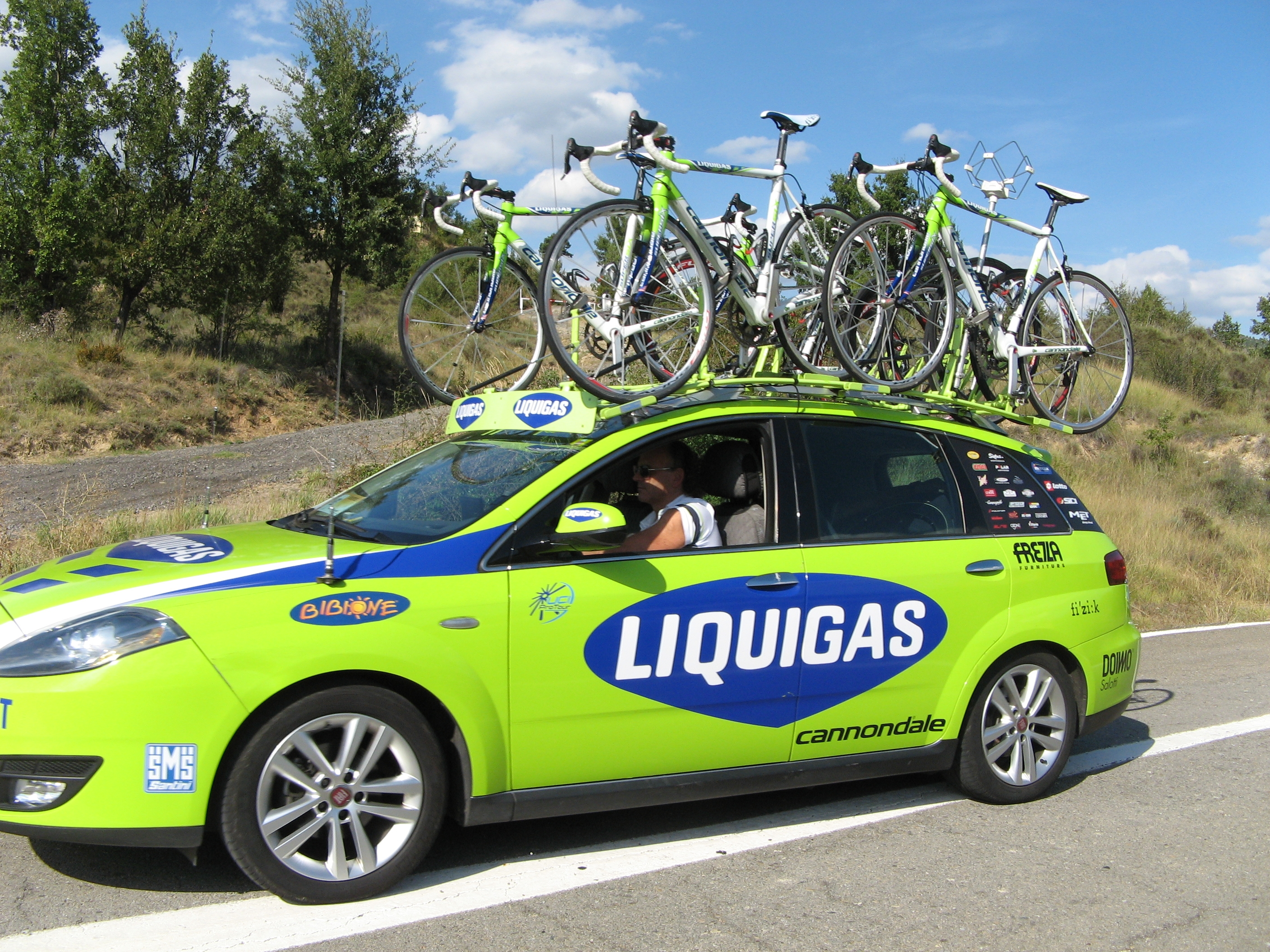
Voiture de l'équipe, conduite par Dario Mariuzzo, lors du Tour d'Espagne 2008

Roberto Amadio est manager de l'équipe depuis sa création en 2005. Coureur professionnel de 1986 à 1989, il dirige des équipes cyclistes depuis 1992 : Jolly Componibili (1992-1994), Aki (1995-1997), Vini Caldirola (1998-1999), Liquigas-Pata (2000-2001), Cage Maglierie-Olmo (2002) et Vini Caldirola (2004). Il est, avec Jonathan Vaughters, l'un des deux représentants des équipes au Conseil du cyclisme professionnel de l'Union cycliste internationale.
En 2013, les directeurs sportifs de l'équipe Cannondale sont Stefano Zanatta, Dario Mariuzzo, Mario Scirea, Alberto Volpi, Paolo Slongo et Biagio Conte. Les trois premiers sont présents dans l'encadrement depuis 2005. Paolo Slongo est arrivé en 2008, Alberto Volpi et Biagio Conte en 2010. Roberto Damiani a été l'un des directeurs sportifs de l'équipe en 2005, et Mario Chiesa l'a été de 2006 à 2009.

## Histoire de l'équipe
Une première équipe Liquigas avait vu le jour 1999 avec notamment Davide Rebellin sous le parrainage de Liquigas, associé à Pata en 2000 et 2001.

### 2005: Première saison et victoire individuelle sur le ProTour
Liquigas revient dans les pelotons en 2005, associé au fabricant de cycles Bianchi. Cette nouvelle équipe dirigée par Roberto Amadio regroupe notamment des membres de Vini Caldirola (son dirigeant Roberto Amadio et 8 coureurs dont Stefano Garzelli) et de Alessio-Bianchi (le directeur sportif Dario Mariuzzo et 5 coureurs dont Magnus Bäckstedt, vainqueur de Paris-Roubaix l'année précédente). L'effectif de 26 coureurs comprend également le sprinter Mario Cipollini, qui prend sa retraite au cours de l'année, et Danilo Di Luca. Liquigas dispute le ProTour nouvellement créé. Elle ne prend que la quinzième place (sur 20) du classement par équipes, mais remporte la classement individuel avec Di Luca. Celui-ci effectue l'une des meilleures saisons de sa carrière. Il s'impose en avril au Tour du Pays basque, à l'Amstel Gold Race et à la Flèche wallonne, puis remporte en mai deux étapes du Tour d'Italie, dont il prend la quatrième place finale.

### 2006
Bianchi retire son parrainage en 2006, désormais l'équipe s'appelle Liquigas. Di Luca, qui a axé sa saison sur le Giro, manque son objectif (23e). Il obtient plusieurs places d'honneurs sur les classiques et remporte une étape du Tour d'Espagne, dont il porte le maillot or pendant 2 jours. Les meilleurs résultats sont le fait de Vincenzo Nibali et Stefano Garzelli. Nibali, arrivé durant l'hiver en provenance de Fassa Bortolo, remporte à 21 ans le Grand Prix de Plouay et termine deuxième de l'Eneco Tour ; il est ainsi le premier coureur de Liquigas au classement du ProTour. L'ancien vainqueur du Tour d'Italie Stefano Garzelli signe 4 succès dont le Grand Prix de Francfort et les Trois vallées varésines, et se classe 2e de la Classique de Saint-Sébastien et 7e de Milan-San Remo. Franco Pellizotti remporte une étape du Giro et prend la huitième place finale. Le sprint Luca Paolini, vainqueur d'étape sur la Vuelta, monte sur le podium de Milan-San Remo.

### 2007: Victoire sur le Tour d'Italie
L'année 2007 est une réussite collective pour Liquigas. 13 de ses 31 coureurs remportent un total de 36 courses. L'équipe se classe deuxième du classement par équipes du ProTour. Di Luca remporte le Tour d'Italie  en signant deux succès d'étapes, aidé par ses coéquipiers qui remportent le contre-la-montre par équipes. Il gagne également Liège-Bastogne-Liège, Milan-Turin, et monte sur le podium de l'Amstel Gold Race, de la Flèche wallonne et du Grand Prix de Plouay. La principale recrue de l'équipe Filippo Pozzato ne décroche pas de succès majeur mais est néanmoins le coureur plus victorieux avec 6 victoires, dont le Circuit Het Volk et une étape du Tour de France, la première pour Liquigas. Luca Paolini se classe 3e du Tour des Flandres.

### 2012

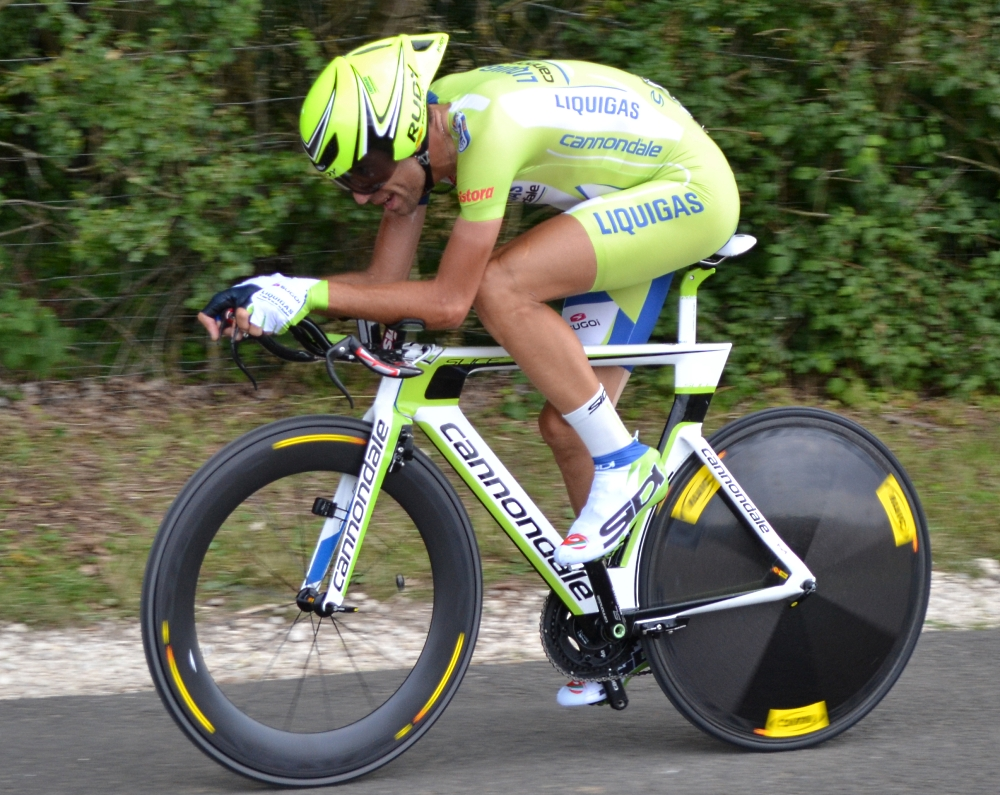
Vincenzo Nibali, durant la du Tour de France 2012.

L'équipe Liquigas-Cannondale commence la saison avec une victoire du jeune sprinter italien Elia Viviani lors de la sixième étape du Tour de San Luis 2012. Viviani récidive sur le Grand Prix de la côte étrusque (la course de reprise en Italie), puis remporte deux étapes et le classement général du Tour de la province de Reggio de Calabre. En mars, l'équipe brille sur le Tirreno-Adriatico 2012 grâce à Peter Sagan, qui remporte la quatrième étape, et Vincenzo Nibali, qui gagne à Prati di Tivo lors de la cinquième étape puis termine premier au classement général. Sur les classiques, ces deux derniers s'illustrent en obtenant plusieurs places d'honneur. En effet, Vincenzo Nibali termine troisième de Milan-San Remo 2012 et deuxième de Liège-Bastogne-Liège 2012 tandis que le Slovaque Peter Sagan fait quatrième de Milan-San Remo et troisième de l'Amstel Gold Race.
La Liquigas arrive, ensuite, sur le Tour d'Italie avec des ambitions au classement général. En effet, Ivan Basso, vainqueur en 2010 et 2006, est leader de l'équipe et fait partie des favoris pour le maillot rose. En dépit de l'omniprésence de ses coéquipiers (notamment Damiano Caruso, Valerio Agnoli, Sylwester Szmyd et Eros Capecchi), Ivan Basso échoue à la cinquième position au classement général final et la formation termine le tour sans aucune victoires, une première depuis la création de l'équipe et sa première participation en 2005.
En juin, Peter Sagan domine largement le classement par points du Tour de Suisse en y remportant quatre étapes au sprint. Sur le Critérium du Dauphiné, le Colombien Cayetano Sarmiento finit meilleur grimpeur.
Comme prévu en début d'année, Vincenzo Nibali est le leader de la formation sur le Tour de France 2012. Il fait partie des grands favoris de l'épreuve,. Peter Sagan, l'autre coureur en forme du collectif Liquigas-Cannondale, est un prétendant crédible pour le maillot vert. Malgré l'aide de Basso en coéquipier de luxe (notamment lors de la 18e étape) et un comportement offensif, Nibali ne réussira pas à distancer les deux coureurs de la Team Sky : Bradley Wiggins et Christopher Froome. Après ses victoires lors de la première, de la troisième et de la sixième étape ainsi que sa seconde place à Foix (14e étape), Peter Sagan ramène le maillot vert à Paris dès sa première participation au Tour de France.
Dans le même temps, le néo-pro italien Moreno Moser remporte deux étapes et le classement général du Tour de Pologne 2012.

## L'équipe et le dopage
Durant l'intersaison entre 2004 et 2005, Michael Albasini n'a pas respecté les exigences en matière de localisation et est condamné à une amende et à une suspension de six semaines,,.
Manuel Beltrán est contrôlé positif à l'EPO lors du Tour de France 2008. Il est exclu de la course et est suspendu deux ans.
Le 23 novembre 2009, Gianni Da Ros est suspendu pour une durée record de 20 ans par le Comité national olympique italien pour un trafic de substances dopantes. Ce qui a pour conséquences la résiliation de son contrat avec Liquigas. Le 17 août 2010, le Tribunal arbitral du sport, jugeant la sanction du CONI trop importante, la réduit à 4 ans.
Le 3 mai 2010, l'Union cycliste internationale demande l'ouverture d'une procédure disciplinaire à l'encontre de Franco Pellizotti « pour violation apparente du règlement antidopage, sur la base des informations apportées par le profil sanguin inclus dans son passeport biologique ». Il est retiré de l'équipe Liquigas qui doit participer au Tour d'Italie,. Il est finalement disculpé le 21 octobre, mais il n'est pas conservé par l'équipe Liquigas pour 2011. L'UCI fait appel de la décision devant le Tribunal arbitral du sport qui prononce le 8 mars 2011 une suspension à son encontre jusqu'en mai 2012.
Le 20 septembre 2013, Stefano Agostini est suspendu provisoirement par l'UCI pour un test positif au clostebol lors d'un contrôle hors compétition datant du 21 août 2013. Le 9 avril 2014, il écrit une lettre qui dénonce la rigidité du système antidopage qui « ne fait pas de différence même lorsque les circonstances inviteraient à distinguer des cas comme le mien des « vrais » cas de prise de produits dopants ». Il annonce la fin de sa carrière cycliste, découragé. Une suspension de 15 mois du coureur est annoncée par l'UCI, qui commence à la date du contrôle positif et se termine le 20 novembre 2014.
Le 15 mai 2019, Kristijan Koren qui court le Tour d'Italie au sein de l'équipe Bahrain-Merida, est suspendu à titre provisoire dans le cadre de l'opération Aderlass, une enquête policière en Autriche. Il est suspecté d'avoir utilisé des méthodes interdites en 2012 et 2013, alors qu'il courait à l'époque au sein de l'équipe Liquigas,. Le 9 octobre 2019, il est suspendu deux ans jusqu'au 14 mai 2021 « pour des violations du règlement antidopage commises en 2011 et 2012 ».

## Principaux coureurs

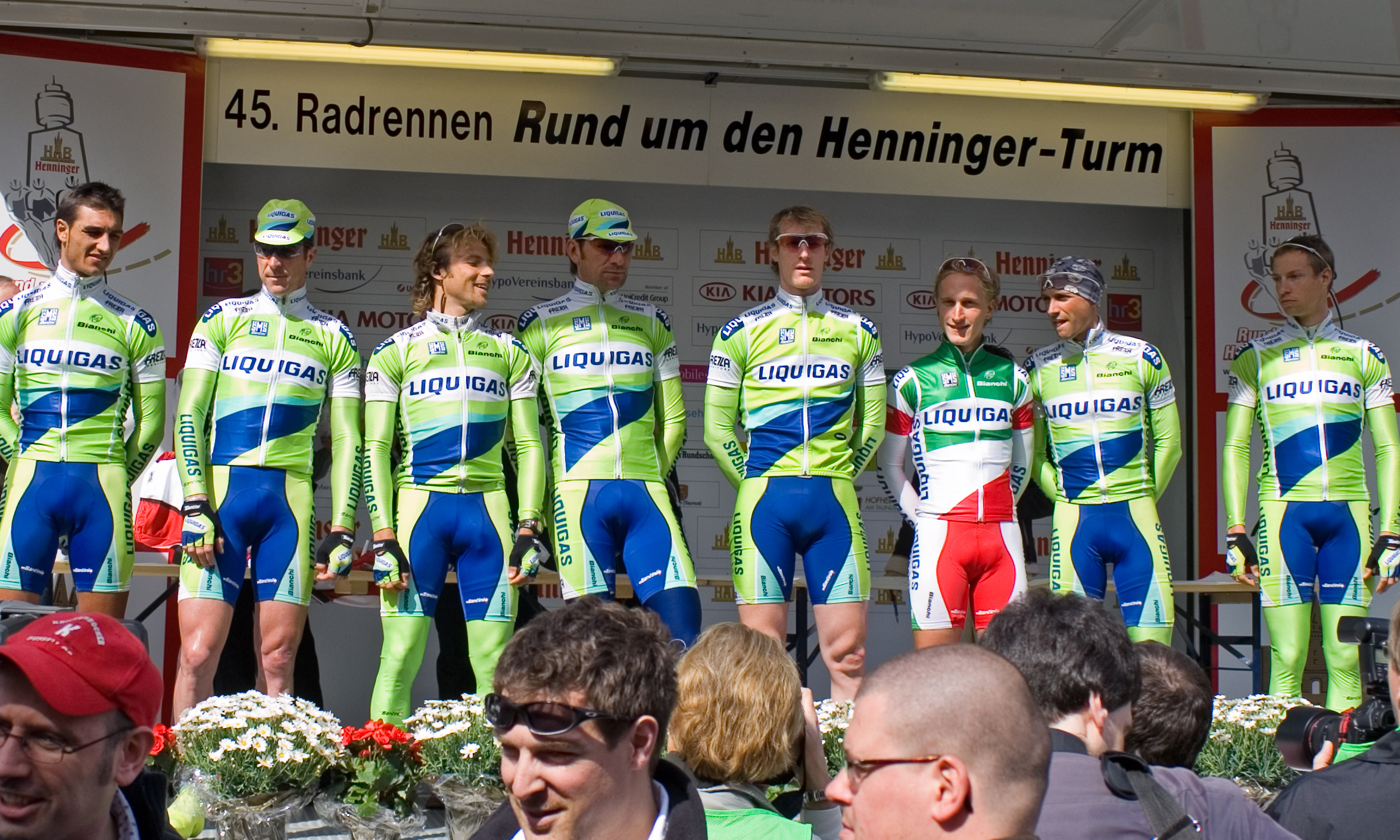
Une partie de l'équipe Liquigas à l'Henninger-Turm le 1er mai 2006

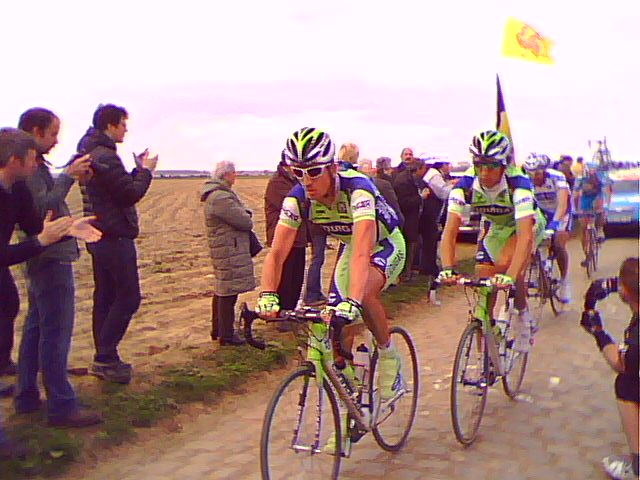
Frederik Willems et Filippo Pozzato lors du Paris-Roubaix 2008

- Magnus Bäckstedt (2005-2007)
- Ivan Basso (2008-2014)
- Manuel Beltrán (2007-2008)
- Leonardo Bertagnolli (2007-2008)
- Dario Cioni (2005-2006)
- Mario Cipollini (2005)
- Danilo Di Luca (2005-2007)
- Stefano Garzelli (2005-2006)
- Roman Kreuziger (2006-2010)
- Vincenzo Nibali (2006-2012)
- Andrea Noè (2005-2009)
- Luca Paolini (2006-2007)
- Franco Pellizotti (2005-2010)
- Filippo Pozzato (2007-2008)
- Manuel Quinziato (2006-2010)
- Stefano Zanini (2006)
- Peter Sagan (2010-2014)

## Principaux résultats

### Classiques
- Amstel Gold Race : 2005 (Danilo Di Luca)
- Flèche wallonne : 2005 (Danilo Di Luca)
- Grand Prix de Plouay : 2006 (Vincenzo Nibali)
- Liège-Bastogne-Liège : 2007 (Danilo Di Luca)
- Classique de Saint-Sébastien : 2007 (Leonardo Bertagnolli[34]) et 2009 (Roman Kreuziger[n 1])
- Gand-Wevelgem : 2013 (Peter Sagan)
- Grand Prix cycliste de Montréal : 2013 (Peter Sagan)
- Grand Prix E3 : 2014 (Peter Sagan)

### Courses par étapes
- Tour du Pays basque : 2005 (Danilo Di Luca)
- Tour de Suisse : 2008 (Roman Kreuziger)
- Tour de Romandie : 2009 (Roman Kreuziger)
- Tour de Pologne : 2011 (Peter Sagan) et 2012 (Moreno Moser)
- Tirreno-Adriatico : 2012 (Vincenzo Nibali)

### Sur les grands tours
| - Tour de France - 10 participations (2005, 2006, 2007, 2008, 2009, 2010, 2011, 2012, 2013, 2014) - 5 victoires d'étapes : - 1 en 2007 : Filippo Pozzato - 3 en 2012 : Peter Sagan - 1 en 2013 : Peter Sagan - Meilleure place individuelle : 3e (Vincenzo Nibali en 2012) - 4 classements annexes : - Classement par points : Peter Sagan (2012, 2013 et 2014) - Prix de la combativité : Alessandro De Marchi (2014) | - Tour d'Italie - 10 participations (2005, 2006, 2007, 2008, 2009, 2010, 2011, 2012, 2013, 2014) - 2 victoires finales : - 2007 : Danilo Di Luca - 2010 : Ivan Basso - 16 victoires d'étapes : - 2 en 2005 : Danilo Di Luca (2) - 1 en 2006 : Franco Pellizotti - 4 en 2007 : Danilo Di Luca (3) et le contre-la-montre par équipes - 4 en 2008 : Daniele Bennati (3) et Franco Pellizotti - 3 en 2010 : contre-la-montre par équipes, Vincenzo Nibali et Ivan Basso - 2 en 2011 : Vincenzo Nibali et Eros Capecchi - 4 classements annexes : - Classement par points : Danilo Di Luca (2007) et Daniele Bennati (2008) - Classement par équipes au temps : 2010 - Classement par équipes aux points : 2010 | - Tour d'Espagne - 10 participations (2005, 2006, 2007, 2008, 2009, 2010, 2011, 2012, 2013, 2014) - 1 victoire finale : - 2010 : Vincenzo Nibali - 9 victoires d'étapes : - 2 en 2006 : Danilo Di Luca et Luca Paolini - 2 en 2008 : Daniele Bennati et le contre-la-montre par équipes - 3 en 2011 : Peter Sagan (3) - 1 en 2013 : Daniele Ratto - 1 en 2014 : Alessandro De Marchi - 1 classement annexe - 1 victoire au classement du combiné : Vincenzo Nibali en 2010 |

### Championnats nationaux
- Championnats de Slovaquie sur route : 4
  - Course en ligne : 2011, 2012, 2013 et 2014 (Peter Sagan)
- Championnats de Pologne sur route : 2
  - Contre-la-montre : 2012 et 2013 (Maciej Bodnar)
- Championnats de Biélorussie sur route : 1
  - Course en ligne : 2010 (Aliaksandr Kuschynski)
- Championnats du Danemark sur route : 1
  - Contre-la-montre : 2013 (Brian Vandborg)
- Championnats des États-Unis sur route : 1
  - Course en ligne : 2012 (Timothy Duggan)
- Championnats de Finlande sur route : 1
  - Course en ligne : 2009 (Kjell Carlström)
- Championnats d'Italie sur route : 1
  - Course en ligne : 2005 (Enrico Gasparotto)
- Championnats de Suède sur route : 1
  - Course en ligne : 2007 (Magnus Bäckstedt)

## Classements UCI
L'équipe Liquigas a été créée en 2005 et a immédiatement intégré le ProTour, instauré la même année. Le tableau ci-dessous présente les classements de l'équipe sur ce circuit, ainsi que son meilleur coureur au classement individuel.
| Saison | Classement par équipes | Meilleur coureur au classement individuel |
| ------ | ---------------------- | ----------------------------------------- |
| 2005   | 15e                    | Danilo Di Luca (1er)                      |
| 2006   | 14e                    | Vincenzo Nibali (25e)                     |
| 2007   | 2e                     | Leonardo Bertagnolli (29e)                |
| 2008   | 4e                     | Roman Kreuziger (4e)                      |

En 2009, le classement du ProTour est remplacé par le Classement mondial UCI.
| Saison | Classement par équipes | Meilleur coureur au classement individuel |
| ------ | ---------------------- | ----------------------------------------- |
| 2009   | 5e                     | Roman Kreuziger (7e)                      |
| 2010   | 2e                     | Vincenzo Nibali (5e)                      |

En 2011, le Classement mondial UCI devient l'UCI World Tour.
| Saison | Classement par équipes | Meilleur coureur au classement individuel |
| ------ | ---------------------- | ----------------------------------------- |
| 2011   | 8e                     | Vincenzo Nibali (11e)                     |
| 2012   | 3e                     | Vincenzo Nibali (4e)                      |
| 2013   | 9e                     | Peter Sagan (4e)                          |
| 2014   | 17e                    | Peter Sagan (15e)                         |